# Castelnuovo dell'Abate
Castelnuovo dell'Abate è una frazione del comune italiano di Montalcino, nella provincia di Siena, in Toscana.

## Origini del nome
Secondo Emanuele Repetti, l'etimologia di "Castelnuovo dell'Abate" deriverebbe dal fatto che fosse sorto in luogo di un più antico castellare (da qui il suffisso "-nuovo") e dall'influenza e dominio che per lungo periodo ebbero su di esso gli abati della vicina abbazia di Sant'Antimo.

## Storia
Non lontano dal Castelnuovo dell'Abate vennero rinvenuti da Ferrante Rittatore Vonwiller nell'area delle cave, in fondo alla cosiddetta "buca di Sant'Antimo", un vaso risalente all'età del bronzo e databile al III millennio a.C. e resti umani coevi scarnificati dal fuoco di due individui, testimonianza di una presenza umana sul territorio in epoca pre-etrusca.
Castelnuovo dell'Abate nacque come possedimento dell'abbazia di Sant'Antimo (che ebbe il suo periodo di massimo splendore tra l'XI e il XII secolo, con ampia giurisdizione su chiese e territori circostanti) su uno dei tre alti poggi che circondano la valle del torrente Starcia, affluente dell'Orcia. Divenuto castello presumibilmente intorno al 1210, già alla metà dello stesso secolo risultava sottomesso alla Repubblica di Siena e poi, dagli inizi del secolo successivo, anche all'abbazia e alla famiglia Tolomei; la comunità, che nel 1320 aveva un territorio di 1 996,2 ha e una popolazione di circa 1 000 abitanti, era governata da un podestà e probabilmente aveva anche uno statuto proprio, andato perduto. Nel 1360 venne riedificata la cinta muraria, opera in parte finanziata dalla Repubblica senese.
In seguito alla peste nera, il paese visse un periodo di declino, fenomeno che investì anche l'abbazia di Sant'Antimo, i cui abati esercitavano sul castello un potere oramai puramente formale legato al pagamento di un canone annuo, in merito al quale nella prima metà del XV secolo vi furono numerose contese fra il comune e l'abbazia. Nel 1462, con la soppressione dell'abbazia per volere di papa Pio II, i beni di quest'ultima furono incamerati dallo Stato e passarono in gestione al vescovo di Montalcino. Il paese, che nel 1466 contava appena 49 famiglie, alla fine dello stesso secolo visse una rinascita insieme ai vicini abitati di Sant'Angelo in Colle e Camigliano, contando all'incirca 300 abitanti. La parrocchia di Castelnuovo dell'Abate nel 1594 contava 547 abitanti; nel 1640 ne aveva 429; nel 1675 era ridotta a 319; nel 1745 a soli 285 individui e nel 1785 a 306 (dei quali 124 residenti dentro le mura del paese); mentre nel 1833 era risalita a 513 abitanti.
Nel XV secolo venne redatto un nuovo statuto che fu oggetto successivamente di più revisioni: la prima nel 1550 e poi nel 1727 e nel 1736. Nel 1777 Castelnuovo dell'Abate insieme ai comunelli circostanti venne annesso al comune di Montalcino nell'ambito delle riforme amministrative varate dal granduca Leopoldo II d'Asburgo-Lorena e divenne un importante snodo commerciale in quanto dogana tra Provincia inferiore e Provincia superiore (il cui confine corrispondeva al fiume Orcia) dalla quale transitava buona parte del commercio del monte Amiata.
L'economia del piccolo borgo è basata soprattutto sul turismo (data la vicinanza con l'Abbazia di Sant'Antimo) e sull'agricoltura (è in questa zona che viene prodotto il famoso Brunello di Montalcino). Intorno al paese vi erano varie cave di alabastro bianco, delle quali una è adibita a vigneto.

## Monumenti e luoghi d'interesse
Pieve dei Santi Filippo e Giacomo

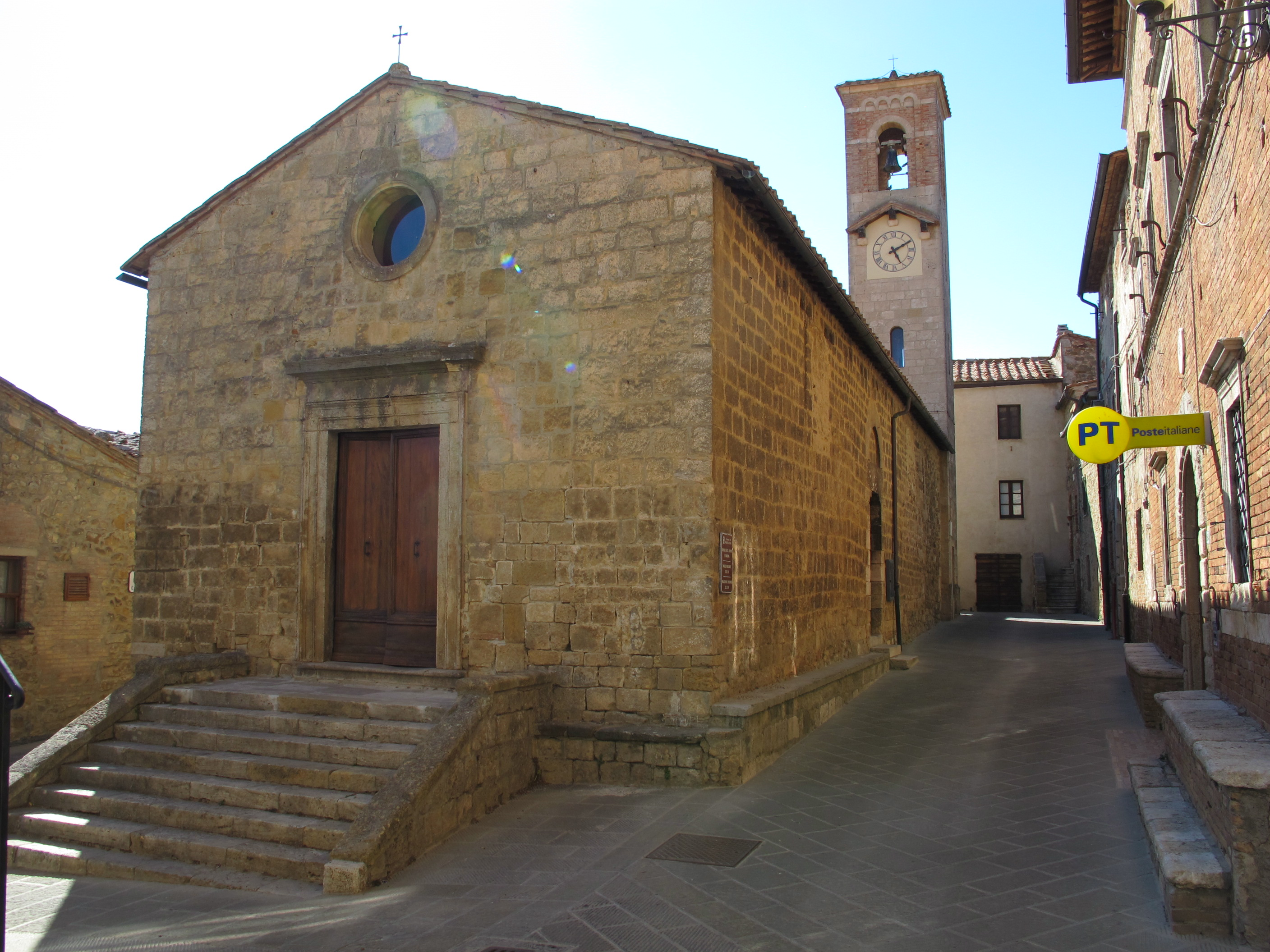
La pieve dei Santi Filippo e Giacomo

La pieve dei Santi Filippo e Giacomo è il principale luogo di culto del paese e sorge nel centro abitato, sulla piazza. Ricevette il titolo di pieve dall'antica chiesa dedicata a san Giovanni Battista, situata a sud del borgo, documentata fin dall'VIII secolo e andata distrutta probabilmente nella prima metà del XIV. L'attuale edificio è di epoca tardoromanica, periodo cui afferiscono il portale del lato destro e le due monofore che si aprono nel fianco sinistro. Esternamente caratterizzata da paramento murario in blocchi di travertino, con facciata a capanna, all'interno è a navata unica con soffitto a capriate. Nella chiesetta si trovava, sino agli anni ottanta del Novecento la statua lignea medioevale della Madonna col Bambino, patrona del paese, nell'abbazia di Sant'Antimo. In controfacciata, vi è una lunetta dipinta a fresco con il Beato Pietro Petroni, di Ventura Salimbeni.
Palazzetto dei Vescovi

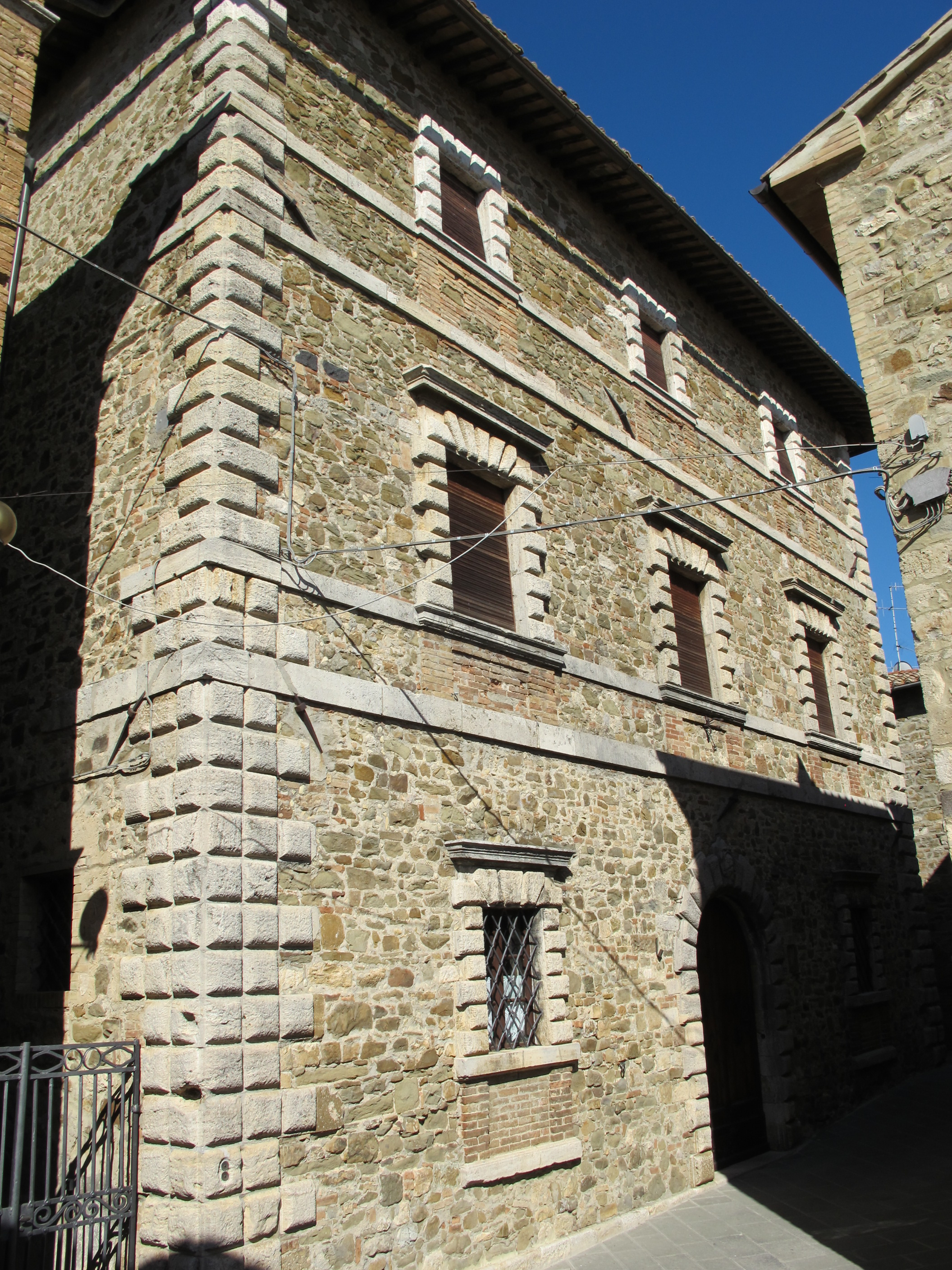
Il palazzetto dei Vescovi

Si trova lungo la principale arteria del paese, via Borgo di Mezzo, alla destra della pieve; La sua facciata, di impianto tardorinascimentale, è con pietre a vista cui si alternano elementi decorativi in pietra grigia, quali le bugne angolari, quelle che costituiscono le cornici delle finestre e del portone e i cornicioni. Alla famiglia Bellanti apparteneva anche il castello di Velona (o Verona), che sorge su un rilievo ad est del centro abitato.
Palazzetto Bellanti
Sorge anch'esso lungo via Borgo di Mezzo, di fianco al palazzetto dei Vescovi. Fatto edificare dagli abati di Sant'Antimo e già esistente nel 1412, fu radicalmente restaurato da Fabio de' Vecchi, vescovo di Montalcino dal 1664 al 1688. L'edificio è caratterizzato da una facciata in mattoncini, tripartita orizzontalmente da cornicioni in pietra locale: nella fascia inferiore si trovano il portone con la cornice in bugnato e due finestre; in quella mediana, corrispondente al piano nobile, si aprono cinque grandi finestre rettangolari bordate anch'esse in pietra; la fascia superiore, invece, presenta altrettante finestrelle quadrate.
Porta Nuova
Già esistente nel 1320, sorge all'estremità sud-orientale del paese; è inglobata entro un edificio abitativo ed è costituita da un passaggio coperto che si apre verso l'esterno con un arco a sesto ribassato in laterizio, mentre è ancora visibile il paramento murario in blocchi di tufo della struttura difensiva. L'altra porta, denominata "Scopetana", già non esisteva più all'epoca del Catasto Leopoldino (1765).
Abbazia di Sant'Antimo

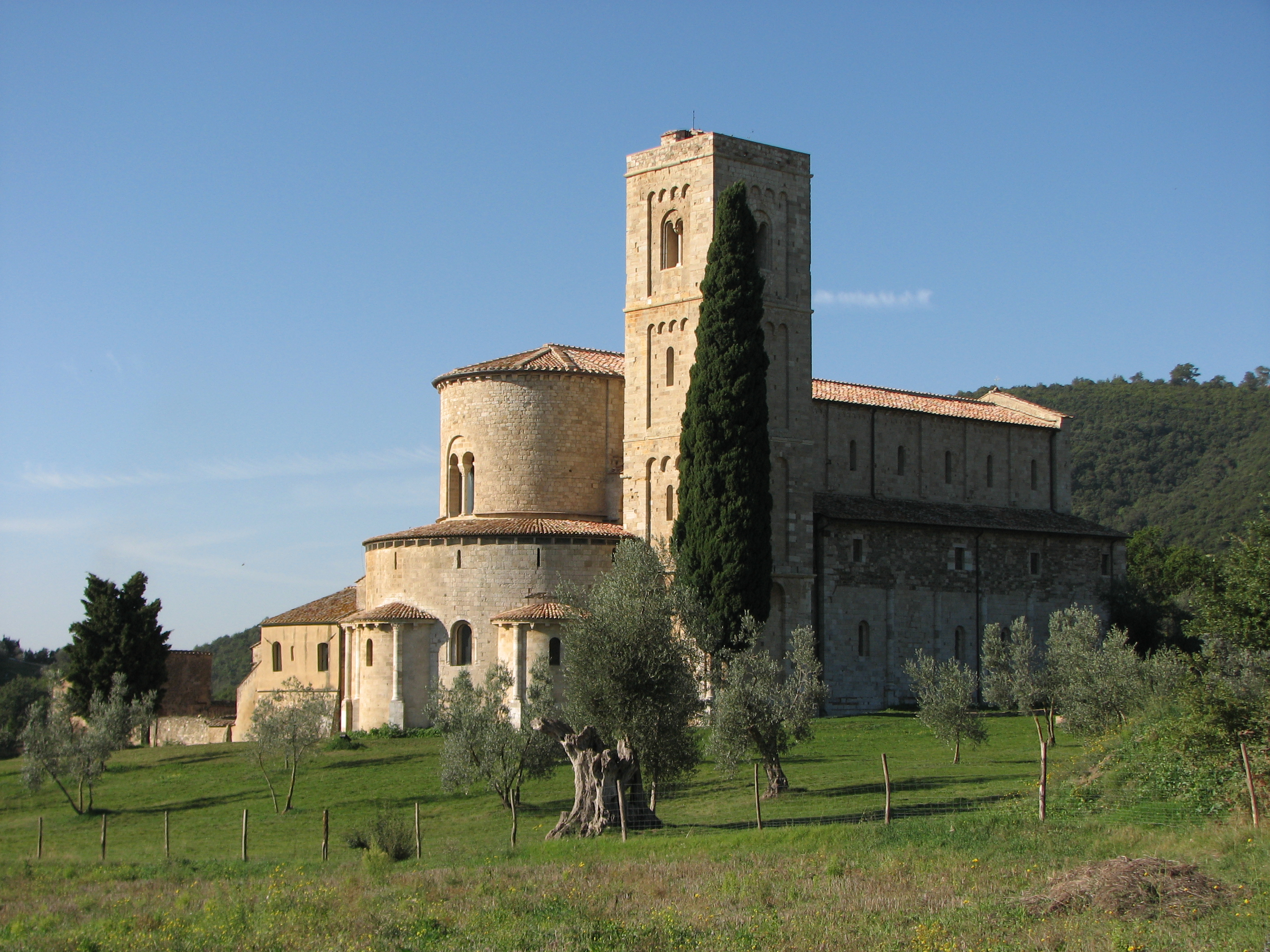
L'abbazia di Sant'Antimo

L'abbazia di Sant'Antimo è il monumento più importante del paese e sorge nella vallata a nord del centro abitato, nella valle dello Starcia. Secondo la leggenda sarebbe stata fondata dallo stesso Carlo Magno, e nel 814 è documentata una cospicua donazione da parte di Ludovico il Pio; a questa fase iniziale appartengono l'antica chiesa a navata unica, poi adibita a sacrestia e decorata nel XIV secolo con affreschi monocromi con Scene della vita di San Benedetto, e le pareti della sala capitolare, unici resti del complesso monastico. La chiesa attuale venne edificata a partire dal 1118 utilizzando travertino e alabastro dalle cave locali, da maestranze eterogenee, con influssi dell'architettura sacra contemporanea francese e del sud Italia; è a tre navate, senza transetto, con deambulatorio e tre cappelle radiali intorno all'abside semicircolare; al di sopra delle navatelle, vi è il matroneo, che si apre irregolarmente sulla chiesa con delle ampie bifore, dei quali quello di destra venne riadattato nel XV secolo ad appartamento abitabile. Alle spalle dell'altare maggiore, si trova un grande Crocifisso in legno scolpito e dipinto in policromia, databile al 1200 circa, mentre al di sotto del presbiterio vi è una piccola cripta a pianta quadrangolare.

## Galleria d'immagini

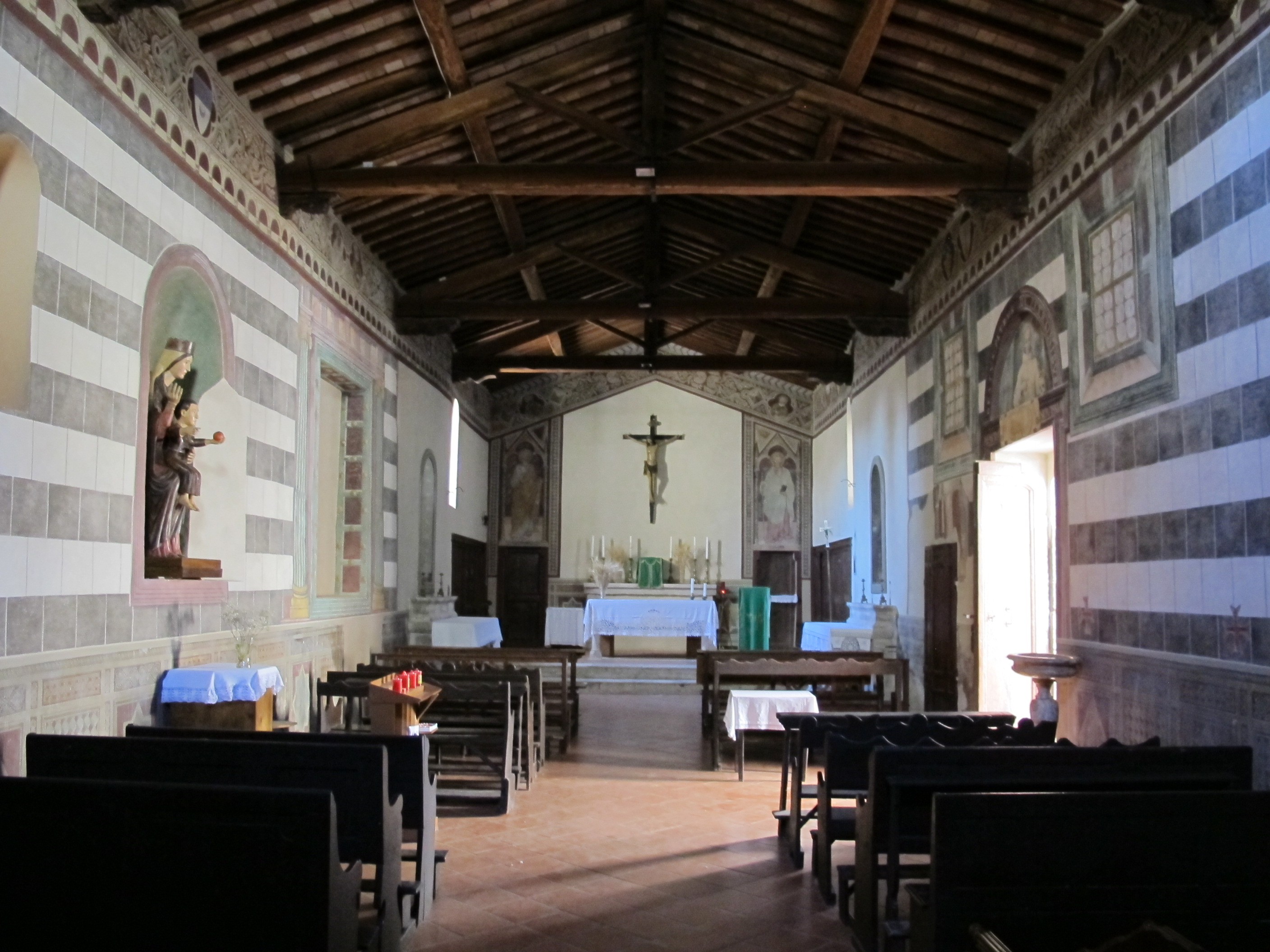
Interno della pieve dei Santi Filippo e Giacomo
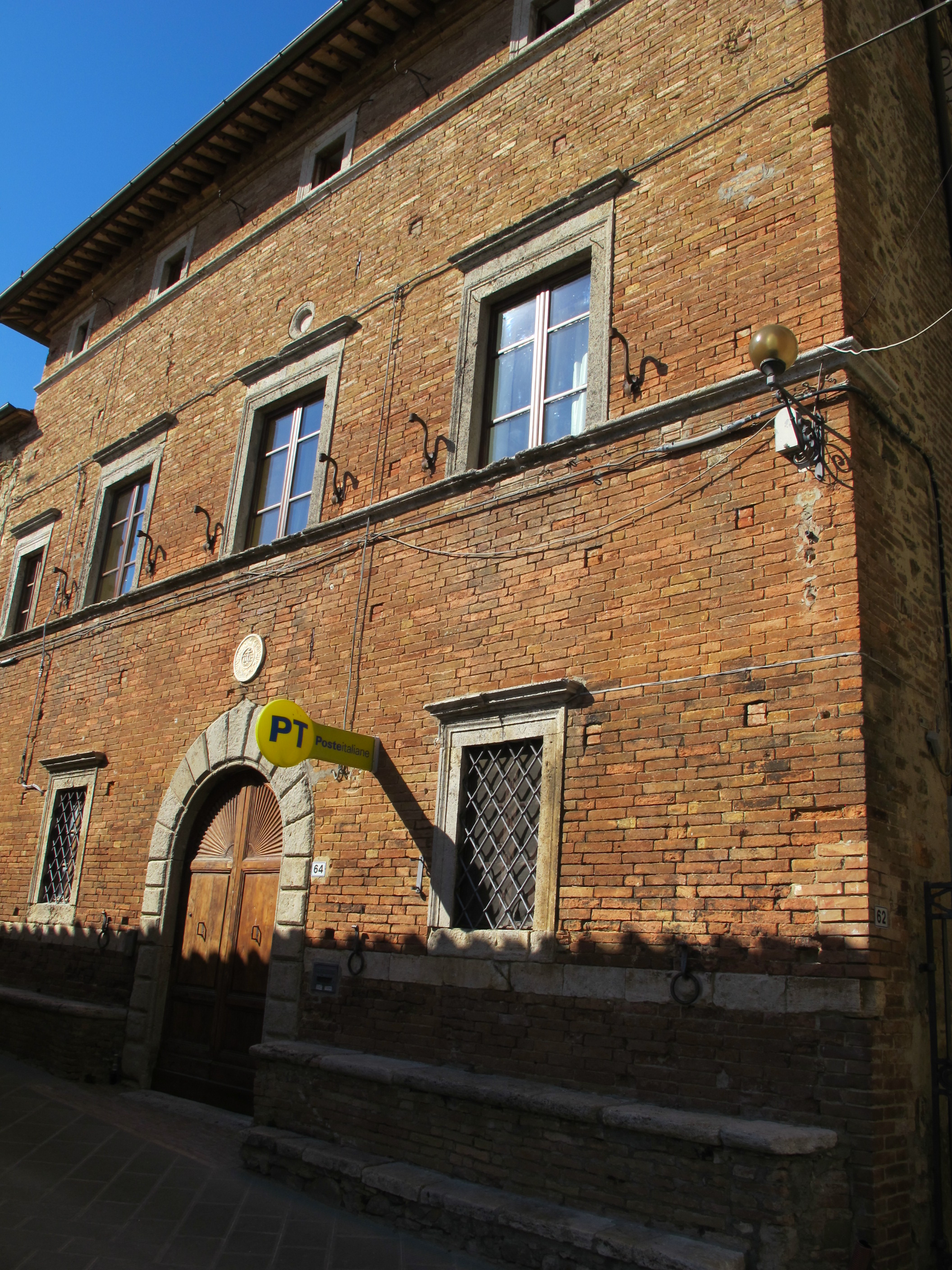
Palazzetto Bellanti
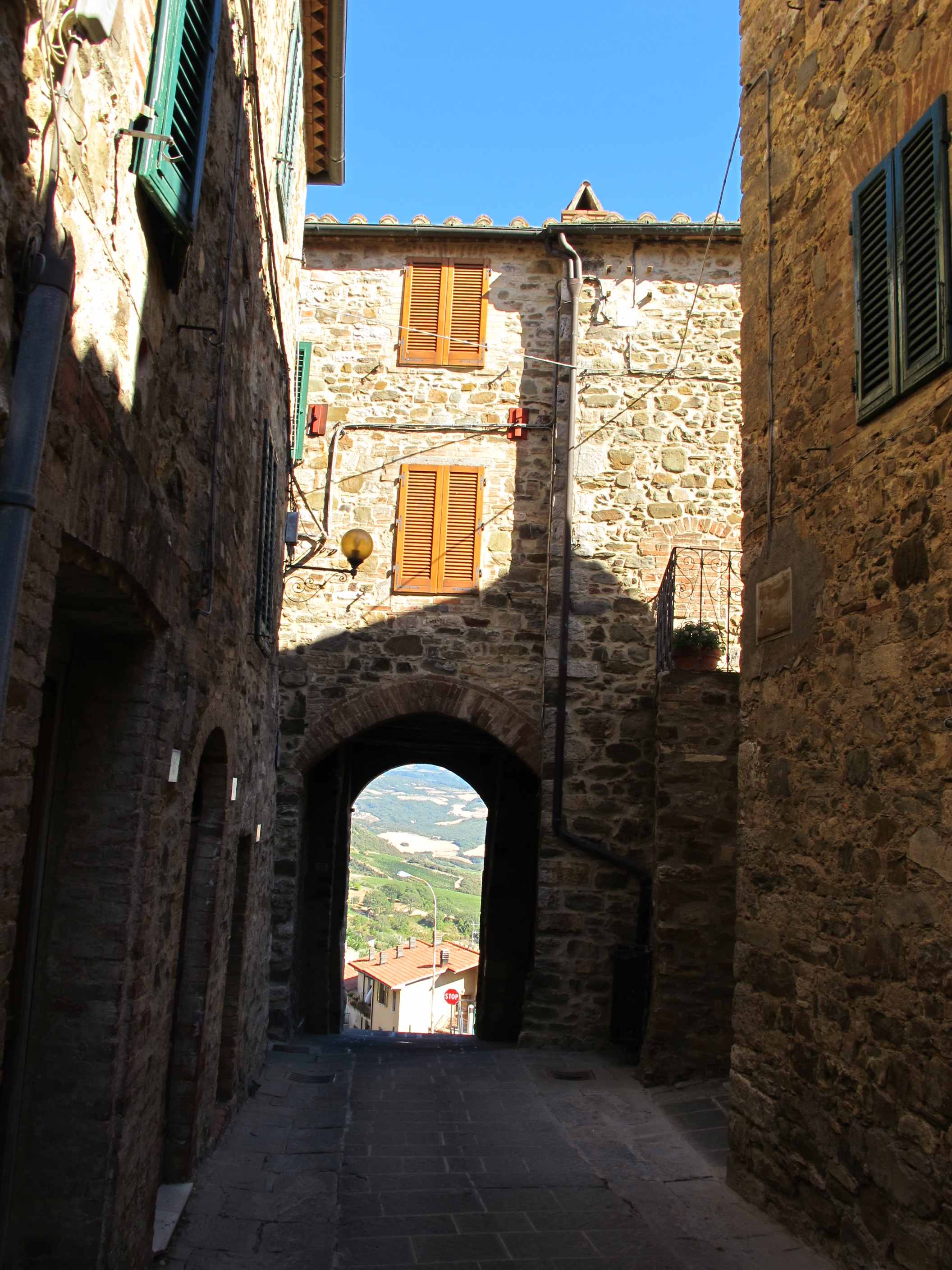
Via Borgo di Mezzo
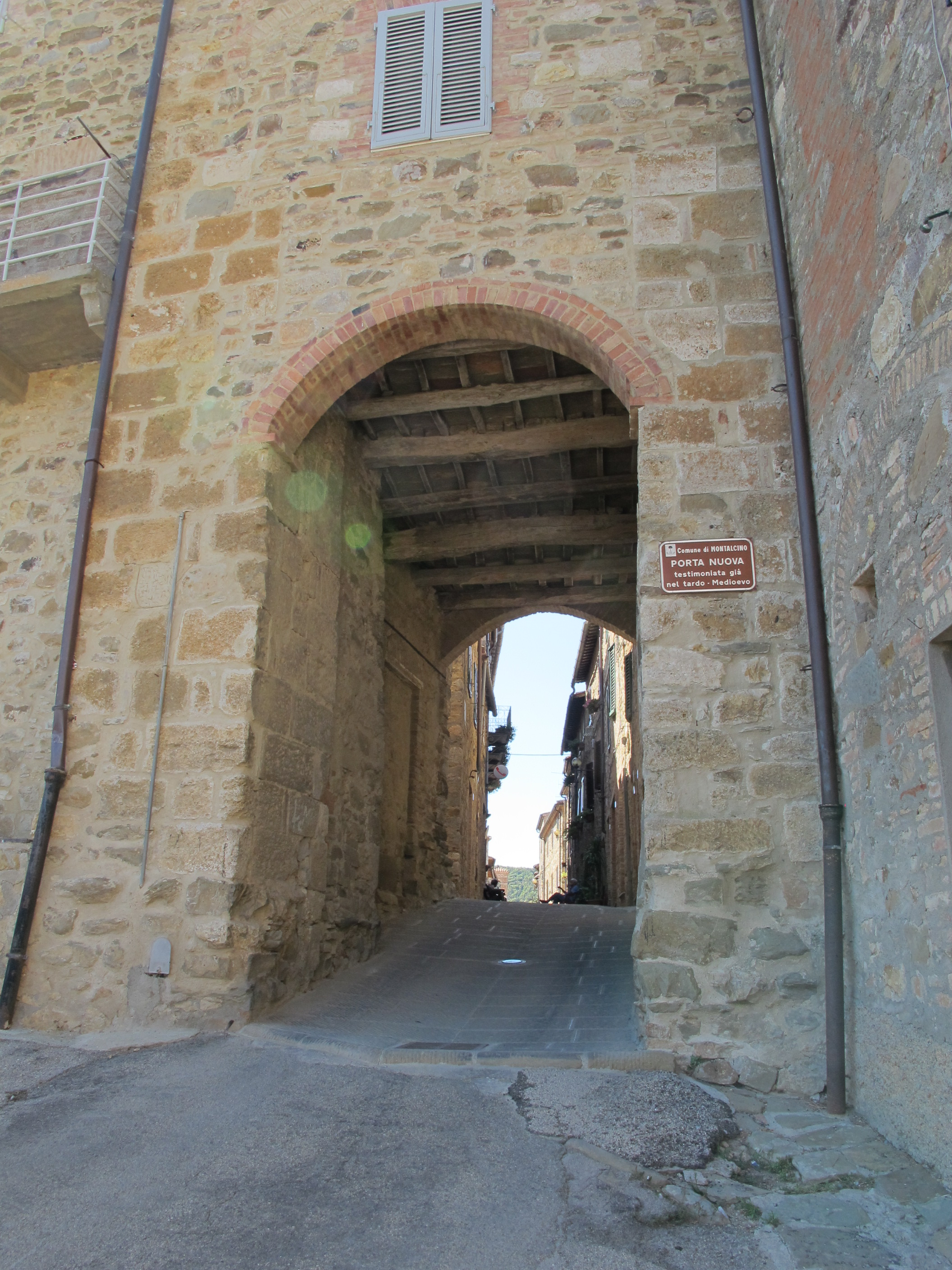
Porta Nuova
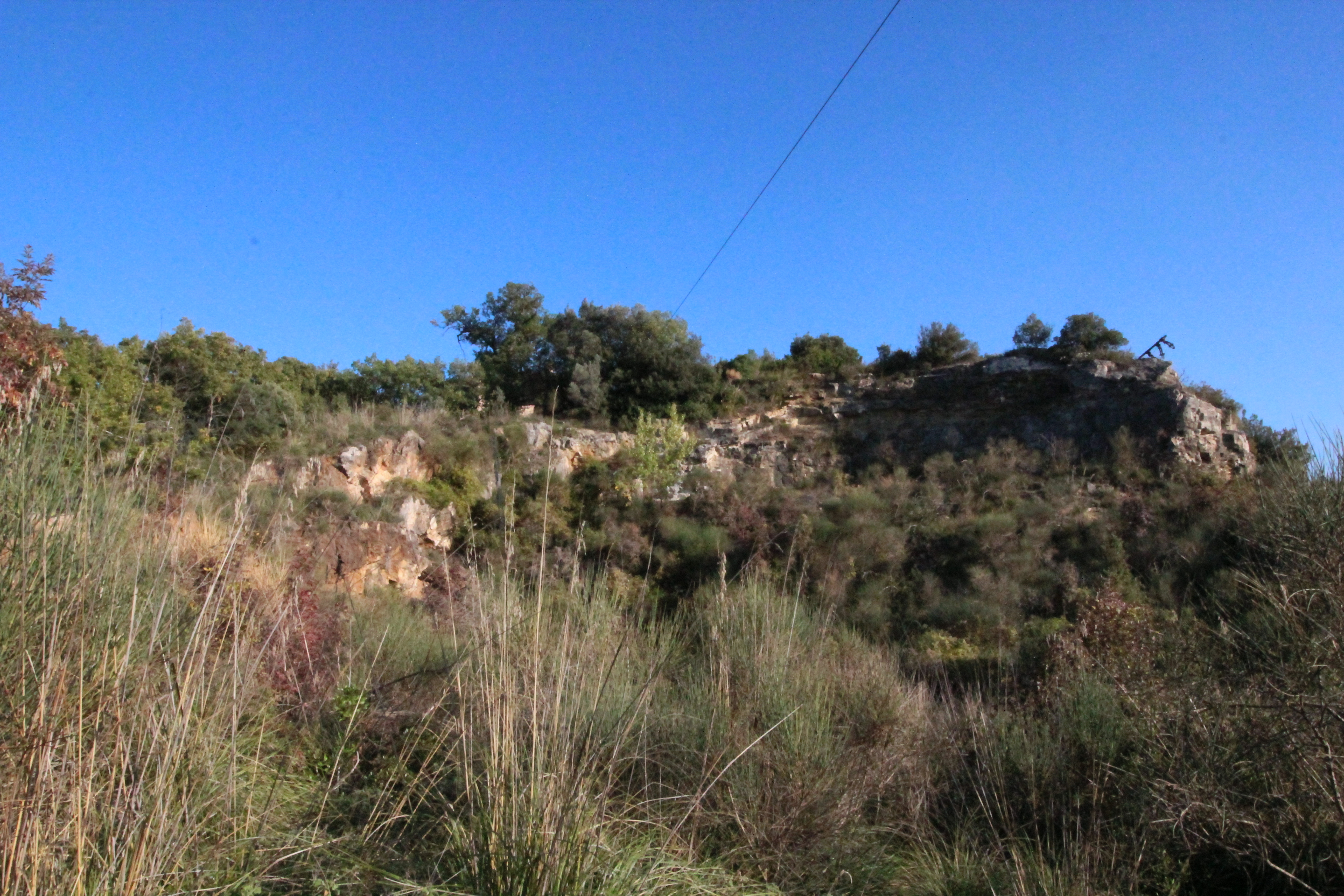
Una delle antiche cave
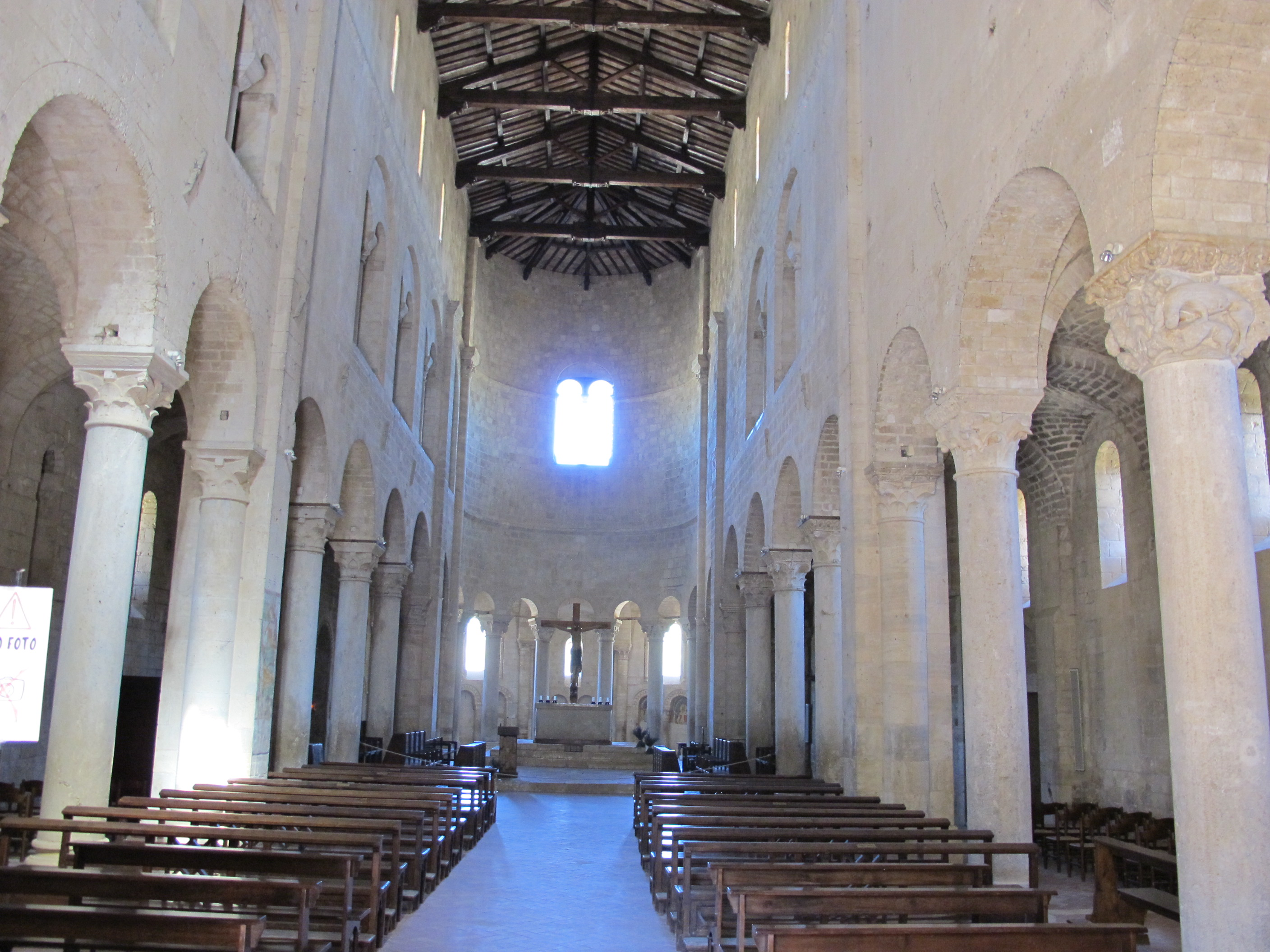
Interno della chiesa abbaziale di Sant'Antimo